# Gastroboletus
Gastrobolétus (рус. Гастроболет) — род гастероидных грибов семейства болетовые (Boletaceae).

## Описание
- Небольшие или средние грибы, обычно частично полностью погружённые в почву.
- Шляпка выпуклой или неправильной формы.
- Цвет трубочек варьирует в зависимости от вида, некоторые трубочки не всегда вертикально расположены.
- Ножка плохо развитая, иногда эксцентрическая.
- Покрывало отсутствует, или присутствует в виде мембраны, покрывающей трубочки.
- Споры эллиптической или веретеновидной формы, с гладкой поверхностью, коричневого или золотисто-коричневого цвета.

## Виды
- Gastroboletus amyloideus Thiers 1969
- Gastroboletus boedijnii Lohwag 1937
- Gastroboletus brunneus Thiers 1989
- Gastroboletus citrinobrunneus Thiers 1979
- Gastroboletus dinoffii Nouhra & Castellano 1995
- Gastroboletus doii M. Zang 1995
- Gastroboletus fascifer Singer & A.H. Sm. 1964
- Gastroboletus molinae Nouhra, Castellano & Trappe 2002
- Gastroboletus subalpinus Trappe & Thiers 1969
- Gastroboletus valdivianus E. Horak 1977
- Gastroboletus vividus Trappe & Castellano 2000
- Gastroboletus xerocomoides Trappe & Thiers 1969